# Dragon Ball Z: Infinite World
Dragon Ball Z: Infinite World (jap. ドラゴンボールZインフィニットワールド Doragon Bōru Zetto Infinitto Wārudo) – gra konsolowa z gatunku bijatyk oparta na anime Dragon Ball Z, wyprodukowana przez studio Dimps i wydana w 2008 roku przez Atari na konsolę PlayStation 2.
Gra uzyskała przeważnie negatywne recenzje, uzyskując średnią 48 na 100 według agregatora Metacritic.